# (32015) 2000 HC67
2000 HC67 (asteroide 32015) é um asteroide da cintura principal. Possui uma excentricidade de 0.25346530 e uma inclinação de 6.50733º.
Este asteroide foi descoberto no dia 27 de abril de 2000 por LINEAR em Socorro.